# شهدخوار گلومسی
شهدخوار گلومسی (نام علمی: Leptocoma calcostetha) نام یک گونه از تیره شهدخواران است.